# Love and Glory
Love and Glory er en amerikansk stumfilm fra 1924 af Rupert Julian.

## Medvirkende
- Charles de Rochefort som Pierre Dupont
- Wallace MacDonald som Anatole Picard
- Madge Bellamy som Gabrielle
- Ford Sterling som Emile Pompaneau
- Gibson Gowland som Jules Malicorne
- Priscilla Moran som Marie
- Charles De Ravenne
- Andre Lancy